# Стефан Вардарски
 Тази статия е за войводата на ВМОРО.  За войводата на ВМРО вижте Стоян Вардарски.  
Стефан Вардарски, наречен Малък Стефан и Стефан Малкия е български революционер, деец на Вътрешната македоно-одринска революционна организация.

## Биография
Стефан Вардарски е роден в тиквешкото село Градско, тогава в Османската империя. Влиза във ВМОРО и в 1904 година е четник при Стефан Димитров, а в 1905 - при Панчо Константинов. През лятото на 1906 година става самостоятелен районен войвода. Загива в 1907 година в село Дреново заедно с пет свои четници в сражение със сръбски чети, водени от Василие Тръбич и Йован Бабунски и наброяващи 40 души. В битката сръбските чети изгарят 11 къщи в селото. Двама от българските четници са убити от сърбите, след като са пленени, а един е застрелян от самия Вардарски при опита му да избяга от горяща къща и да се предаде. Главата на убития Вардарски е отсечена и взета от неговите противници.